# Visp (gemeente)
Visp (Frans: Viège) is een gemeente en plaats in het Zwitserse kanton Wallis, en maakt deel uit van het district Visp.
Visp telt 7.377 inwoners.

## Geschiedenis
Op 1 oktober 1972 is de toenmalige zelfstandige gemeente Eyholz gefuseerd met Visp.

## Geboren
- Sepp Blatter (1936), voormalig voorzitter van de FIFA

## Overleden
- Bärbel Inhelder (1913-1997), psychologe en hooglerares
- Theodor Adorno (1903-1969),  socioloog, filosoof, musicoloog, componist en literatuurcriticus